# Persiter Ternate
Le Persiter Ternate est un club indonésien de football basé à Ternate, dans les Moluques du Nord.